# Vénus de Dolní Věstonice
La Vénus de Dolní Věstonice (Věstonická Venuše en tchèque) est une Vénus paléolithique, trouvée en 1925 sur le site archéologique de Dolní Věstonice, en Tchéquie. Cette statuette féminine en terre cuite est datée du Gravettien (33 000 à 24 000 ans avant le présent).

## Historique
Cette statuette a été découverte, cassée en deux, le 13 juillet 1925 dans une couche de cendres sur le site archéologique de Dolní Věstonice, en Moravie (Tchéquie).

## Description
Cette figurine, avec quelques autres trouvées à proximité, figure parmi les plus anciens objets en terre cuite connus dans le monde. Elle est haute de 111 mm et sa largeur maximale est de 43 mm. Elle est faite d'argile, cuite à une température assez basse.
Une tomographie réalisée en 2002 a mis en évidence l'empreinte digitale d'un enfant âgé de 7 à 15 ans.

## Conservation
D'abord exposée au Musée morave à Brno, elle est maintenant protégée et rarement accessible au public. Elle a été exposée au Musée national de Prague du 11 octobre 2006 au 1er juillet 2007 dans le cadre de l'exposition Lovci mamutů (Les chasseurs de mammouths).

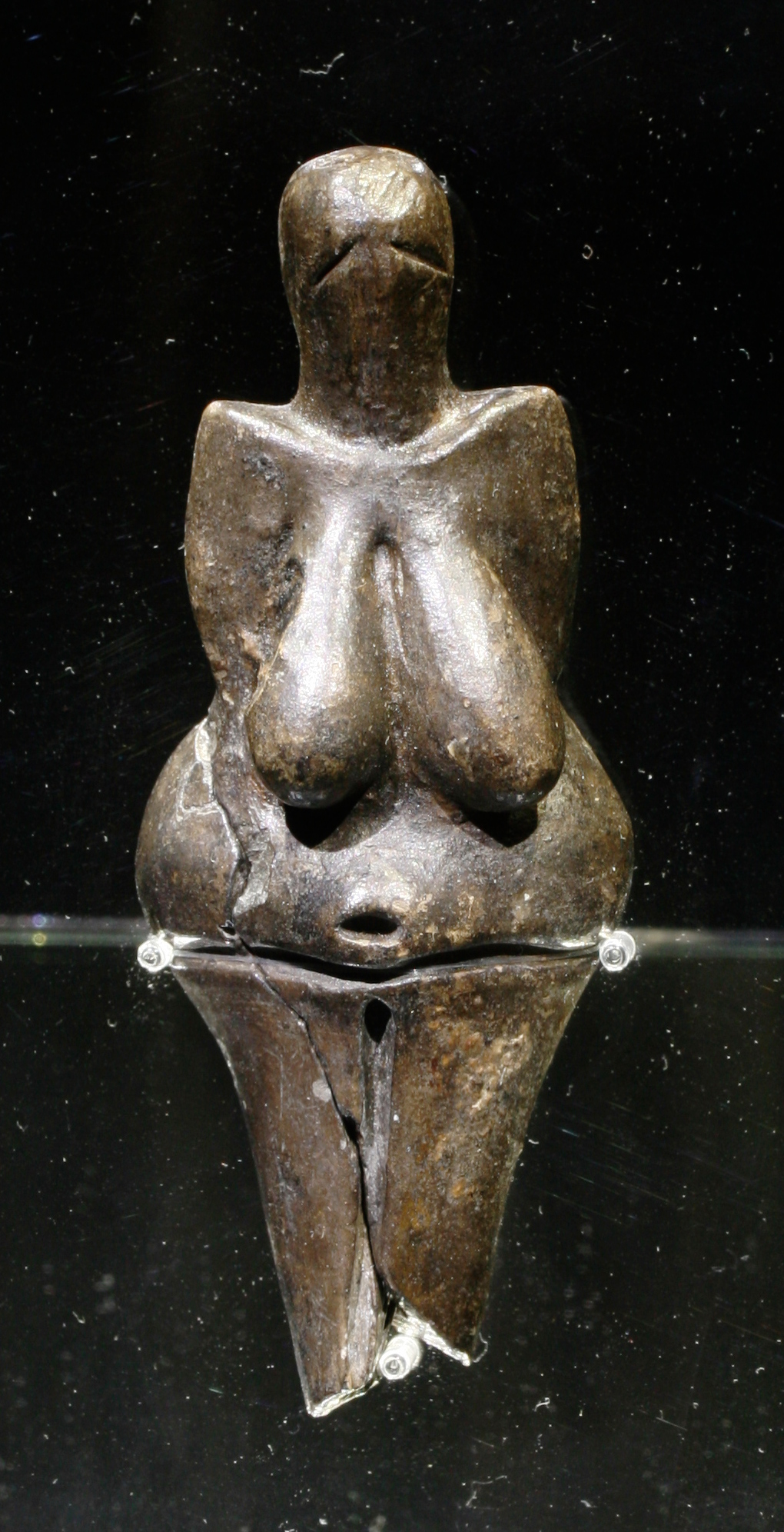
Vénus de Dolní Věstonice
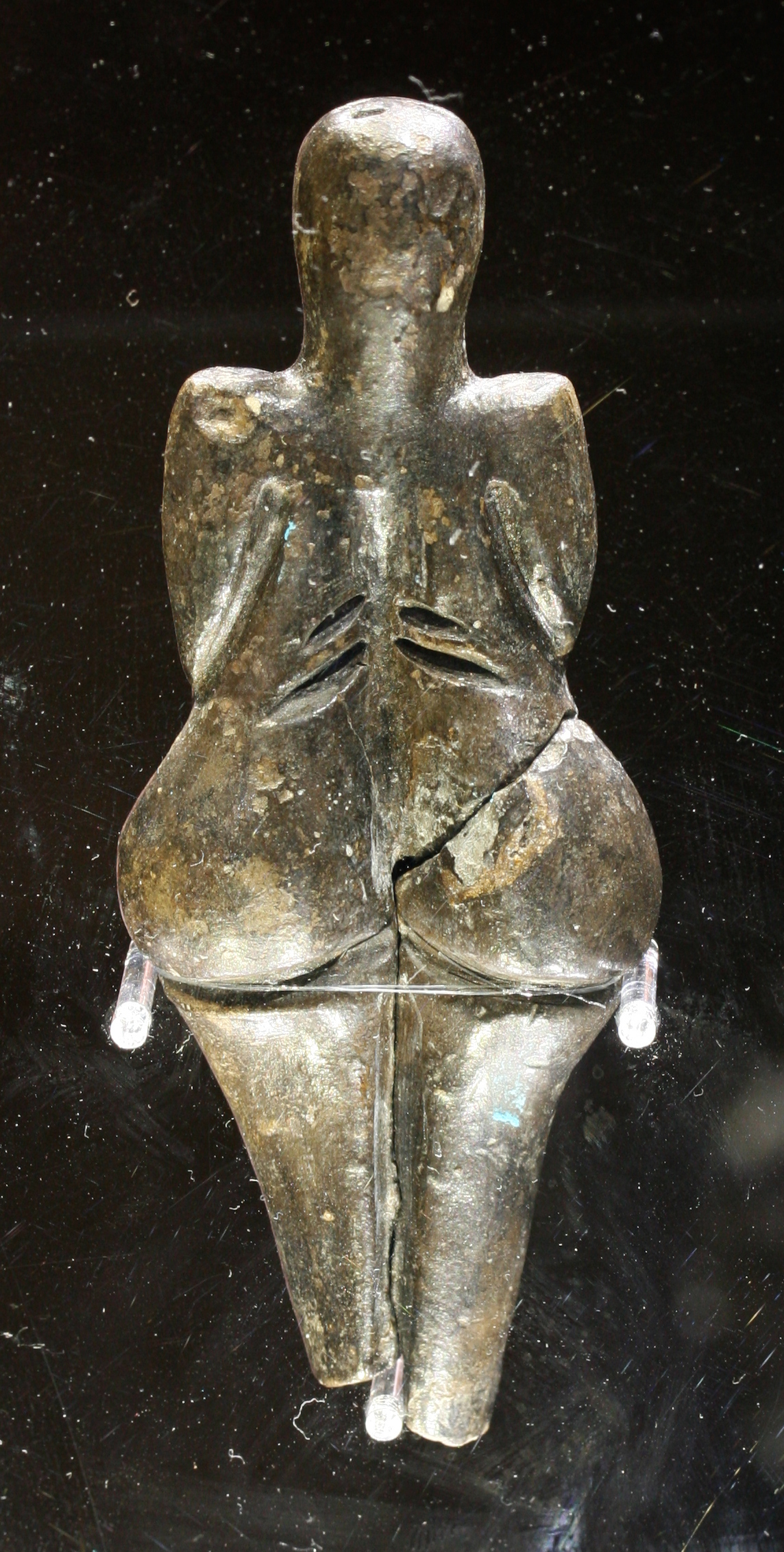
Vénus de Dolní Věstonice (dos)
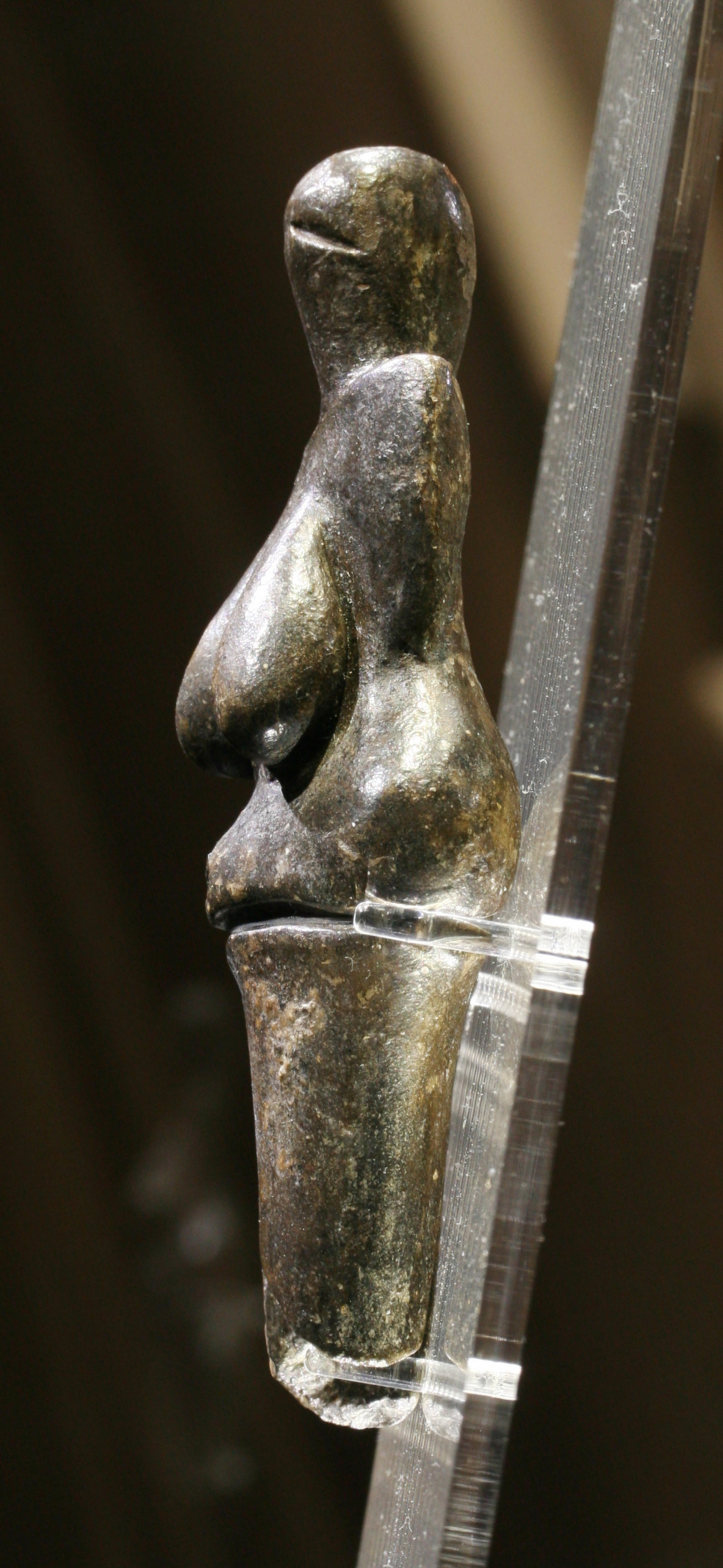
Vénus de Dolní Věstonice (côté gauche)
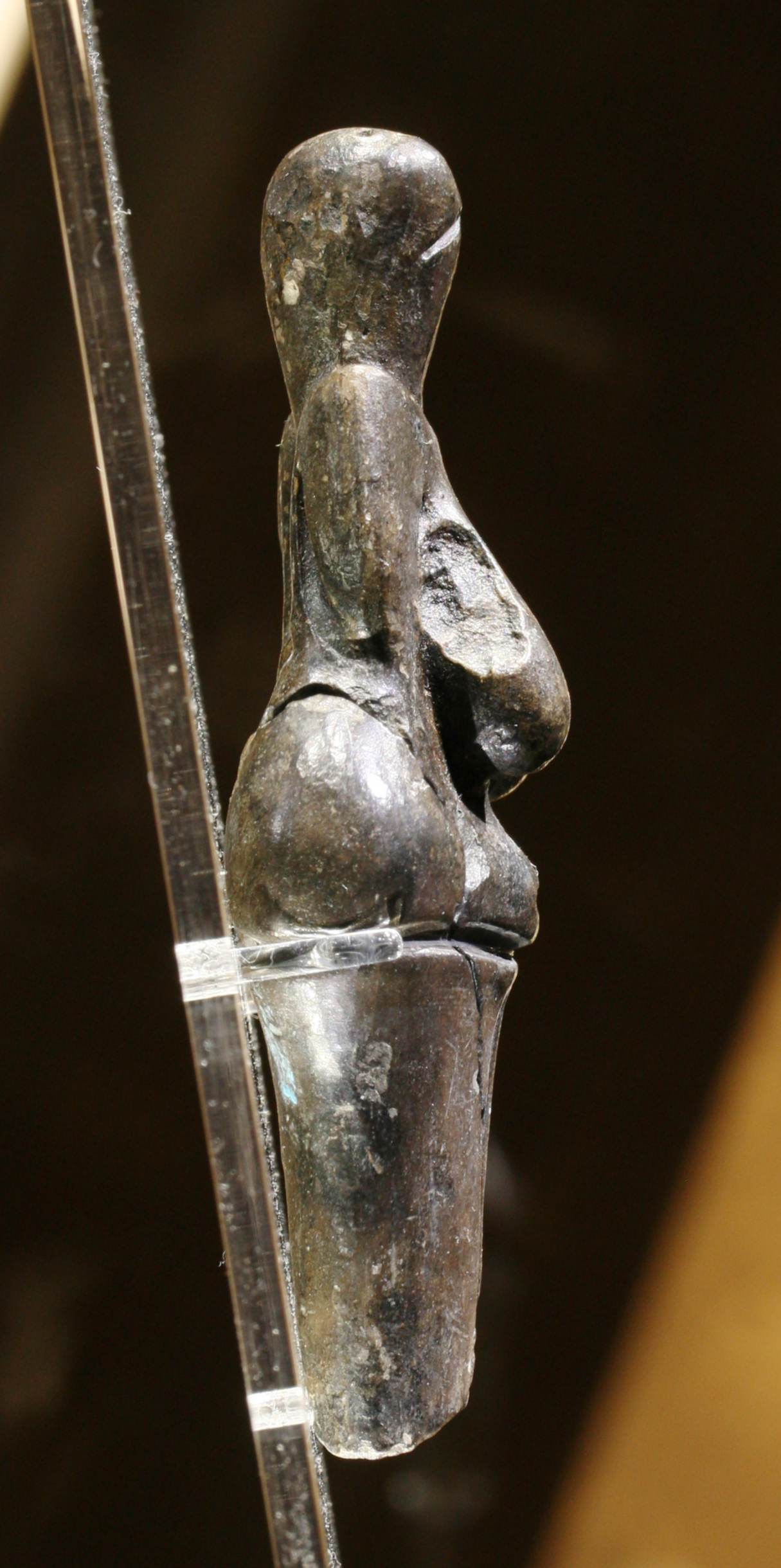
Vénus de Dolní Věstonice (côté droit)
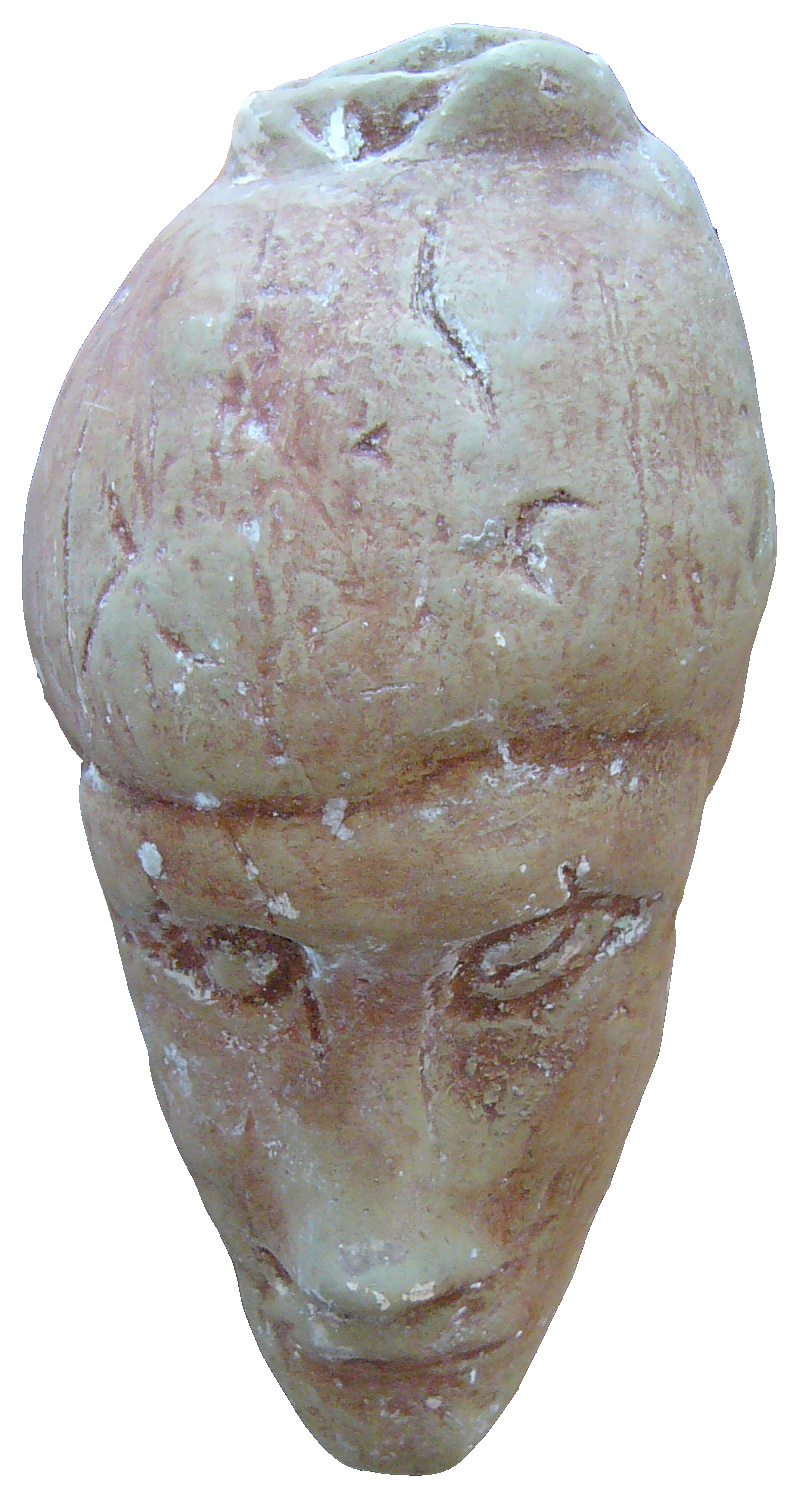
Tête de femme en ivoire de mammouth trouvée à Dolní Věstonice (moulage)
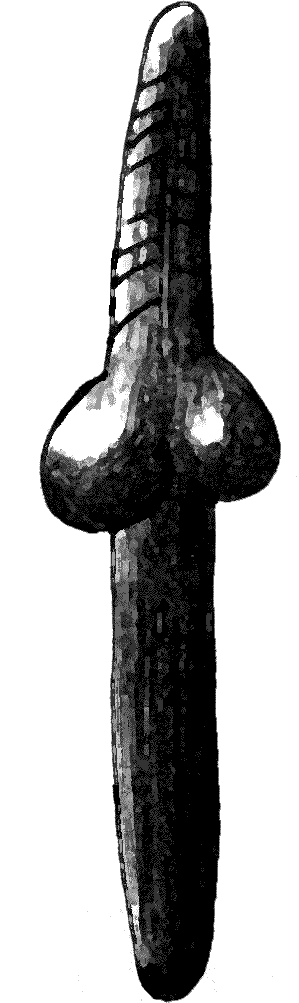
Une des Vénus stylisées trouvées à Dolní Věstonice